# Амон (царь Иудеи)
Амон (ивр. אמון‎) — царь Иудейского царства, правивший в 642 — 640 до н. э. Сын Манассии и Мешуллемеф (4Цар. 21:19).
Амон взошёл на престол Иудеи в возрасте 22 лет. В течение своего правления подражал своему отцу в идолопоклонстве. Был убит слугами в результате придворного заговора. В свою очередь заговорщики были убиты «народом земли», поставившим царём восьмилетнего сына Амона Иосию.